# Araneus vulvarius
Araneus vulvarius är en spindelart som först beskrevs av Tamerlan Thorell 1898. Araneus vulvarius ingår i släktet Araneus och familjen hjulspindlar.
Artens utbredningsområde är Myanmar. Inga underarter finns listade i Catalogue of Life.